# Rupprechtstein
Rupprechtstein ist ein im östlichen Bereich der Hersbrucker Alb gelegener bayerischer Weiler im Landkreis Amberg-Sulzbach.

## Geografie
Die Ortschaft ist einer von 14 Ortsteilen der im westlichen Teil der Oberpfalz gelegenen Gemeinde Etzelwang. Sie befindet sich etwa zwei Kilometer nordnordöstlich des Ortszentrums von Etzelwang und liegt auf einer Höhe von 529 m ü. NHN.

## Geschichte
Durch die zu Beginn des 19. Jahrhunderts im Königreich Bayern durchgeführten Verwaltungsreformen wurde die damalige Einöde Rupprechtstein mit dem zweiten Gemeindeedikt 1818 zum Bestandteil der eigenständigen Landgemeinde Etzelwang, zu der auch noch die Ortschaften Bürtel, Gerhardsberg, Hauseck, Lehendorf, Lehenhammer, Neutras, Penzenhof, Schmidtstadt und Ziegelhütten gehörten. Nur wenig später wurde allerdings 1820/21 die Gemeinde Etzelwang wieder aufgelöst und daraus (mit Ausnahme von Etzelwang und Ziegelhütten) die neue Landgemeinde Schmidtstadt gebildet, die jedoch ihren Gemeindesitz in Lehendorf hatte. In der ersten Hälfte des 20. Jahrhunderts wurde Rupprechtstein dann auch aus dieser Kommune wieder ausgegliedert und in die Landgemeinde Kirchenreinbach umgemeindet. Im Zuge der in den 1970er Jahren durchgeführten kommunalen Gebietsreform in Bayern wurde Rupprechtstein zusammen mit Kirchenreinbach im Jahr 1978 in die Gemeinde Neidstein eingegliedert, die 1983 entsprechend dem größten Ortsteil in Gemeinde Etzelwang umbenannt wurde. Im Jahr 2017 zählte Rupprechtstein zehn Einwohner.

## Verkehr
Die Anbindung an das öffentliche Straßennetz wird durch eine Gemeindeverbindungsstraße hergestellt, die vom östlichen Ortsrand Etzelwangs aus in nordnordostwärtiger Richtung nach Kirchenreinbach führt. Etwa auf halber Wegstrecke zweigt von dieser Straße westwärts eine Stichstraße ab und endet nach etwa 200 Metern in Rupprechtstein.

## Sehenswürdigkeiten

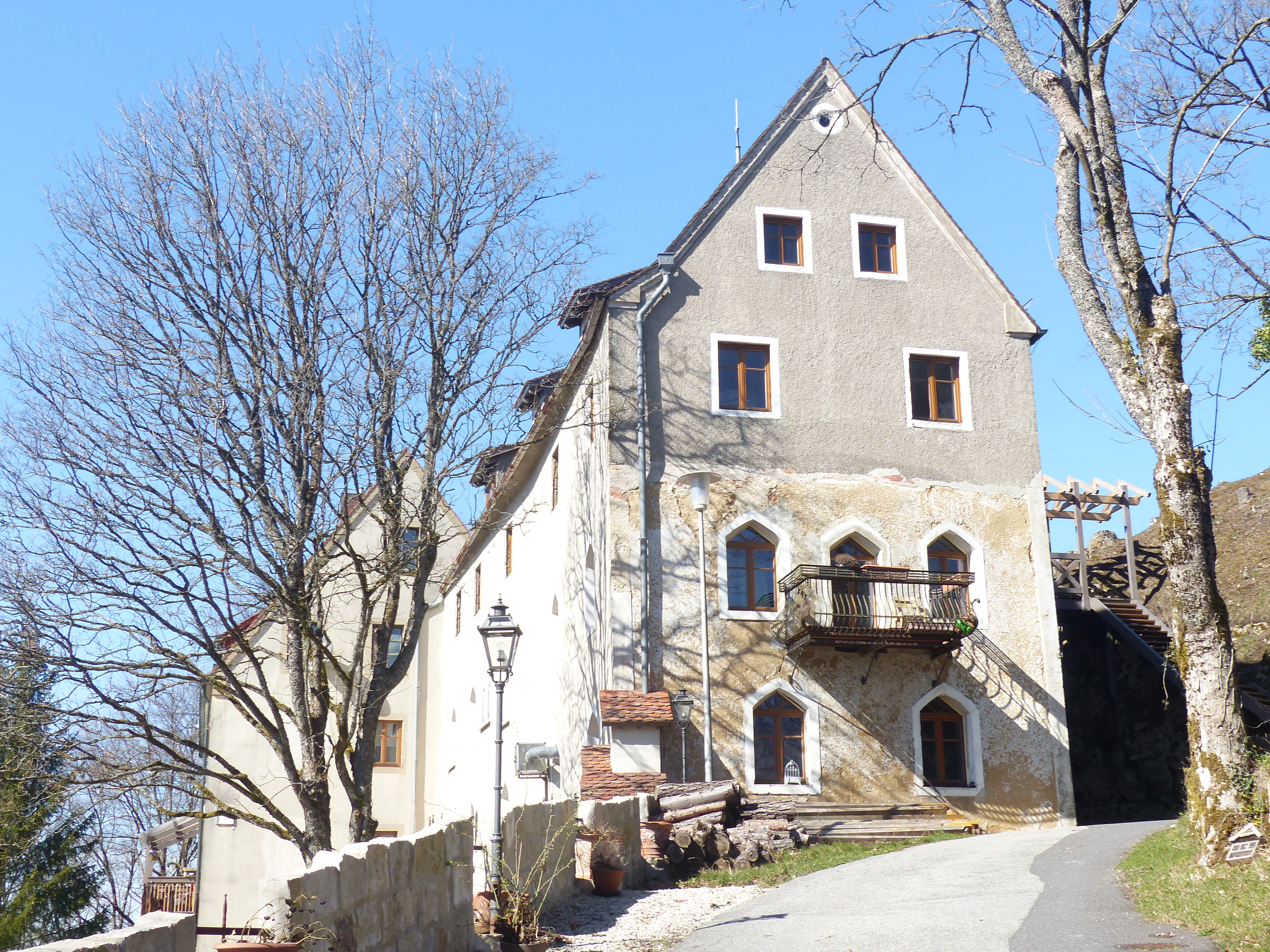
Das ehemalige Patrimonialgericht

In Rupprechtstein befinden sich zwei Baudenkmäler, nämlich die Burgruine Rupprechtstein und ein ehemaliges Patrimonialgericht, bei dem es sich um das Ökonomiegebäude der früheren Burg handelt. Dieser Baukomplex beherbergte über mehrere Jahrzehnte eine Gaststätte, der Gastwirtschaftsbetrieb wurde jedoch mittlerweile eingestellt.